# Václav Melichar
Václav Melichar (8. září 1885 Domašín u Dobrušky – 26. ledna 1973 Praha) byl příslušníkem československých legií na Rusi a po skončení první světové války vykonával povolání středoškolského profesora a ředitele gymnázia. Byl autorem několika publikací (a učebnic) věnujících se problematice slovanstva, SSSR a ruštiny. Znám je svojí téměř čtyřsetstránkovou publikací (vyšla v roce 1930) o smyslu a cílech praktického i teoretického působení prezidenta T. G. Masaryka.   

## Život

### Rodinný původ a studia
Václav Melichar se narodil 8. září 1885 v Domašíně u Dobrušky do rodiny rolníka Josefa Melichara a jeho manželky Anny. Po absolvování středoškolského studia na gymnáziu v Rychnově nad Kněžnou pokračoval v letech 1906 až 1914 ve vysokoškolském studiu v Praze na Filozofické fakultě české Karlo–Ferdinandovy univerzity. Zde složil 23. června 1914 hlavní rigorózní zkoušku (filosofie slovanská a germánská) a o měsíc později (23. července 1914) pak vedlejší rigorózní zkoušku (filosofie slovanská). Obhájil svoji disertační práci na téma Přechodníkové vazby v staročeské Alexandreidě o Dalimilovi s vícenásobným úvodem o původu těchto vazeb. Titul doktora filozofie (PhDr.) obdržel po promoci, která se konala 25. července 1914. Po skončení studií hodlal  Václav Melichar působit jako středoškolský profesor.  

### První světová válka a čs. legie
Po vypuknutí první světové války (28. července 1914) narukoval do prezenční služby v c. a k. rakousko-uherské armádě ke 3. pluk pevnostního dělostřelectva a s touto jednotkou byl odvelen na východní frontu. Poručík Václav Melichar padl do ruského zajetí 22. března 1915 při dobytí pevnosti Přemyšl. Přihlášku do řad příslušníků československých legií na Rusi podal 24. srpna 1917 v městě Kurmyš (Simbirská gubernie). Do československého vojska byl zařazen 9. října 1917 v hodnosti vojína a služebně byl přidělen k 1. dělostřelecké brigádě. Později se stal velitelem III. baterie a od února 1919 velel 2. československému lehkému dělostřeleckého pluku, který také (v hodnosti majora) dovedl do vlasti. Svoje vojenské působení v čs. legiích skončil v hodnosti podplukovníka a dále se věnoval profesi středoškolského pedagoga.

### Po první světové válce a návratu do Československa
V roce 1936 vykonával funkci ředitele Státního reálného gymnázia na Královských Vinohradech. Václav Melichar byl literárně činný, věnoval se problematice slovanství a byl též autorem publikace o  prezidentu T. G. Masarykovi. Zemřel 26. ledna 1973 v Praze ve věku 88 let.

## Publikační činnost
- MELICHAR, Václav. S Masarykem ke štěstí národa a lidstva: smysl a cíl Masarykovy činnosti teoretické i praktické. Praha: Nákladem a tiskem knihtiskárny a nakladatelství Pragotisk, Peroutka a spol., 1930; 391 stran.
- V roce 1948 byla vydána v pražském nakladatelství Vojtěch Šeba Melicharova rozsáhlá dvojdílná publikace (306 stran + 432 stran) s názvem Svět slovanský je náš: soubor vědomostí o Slovanstvu, život Slovanů a jejich vzájemné vztahy v minulosti i dnes.

Václav Melichar byl autorem publikací o SSSR a ruštině a také autorem učebnice a čítanky:
- MELICHAR, Václav. SSSR a jeho řeč: poznáním ruského jazyka k poznání ruského lidu a jeho země. Vydání 1. Praha: Mladá fronta, 1946. 60 stran.
- MELICHAR, Václav. Ruské slovo pro pokročilé. Praha: Chutor, 1947; 320 stran. (Učebnice pro vyšší třídy středních škol)
- MELICHAR, Václav, ed. a TOMČÍK, Miloš. Čítanka pre 2. ročník stredných stredných odborných škôl. 1. vydání; Bratislava: Slovenské pedagogické nakladatelství, 1965; 239 stran.